# 克太铁路

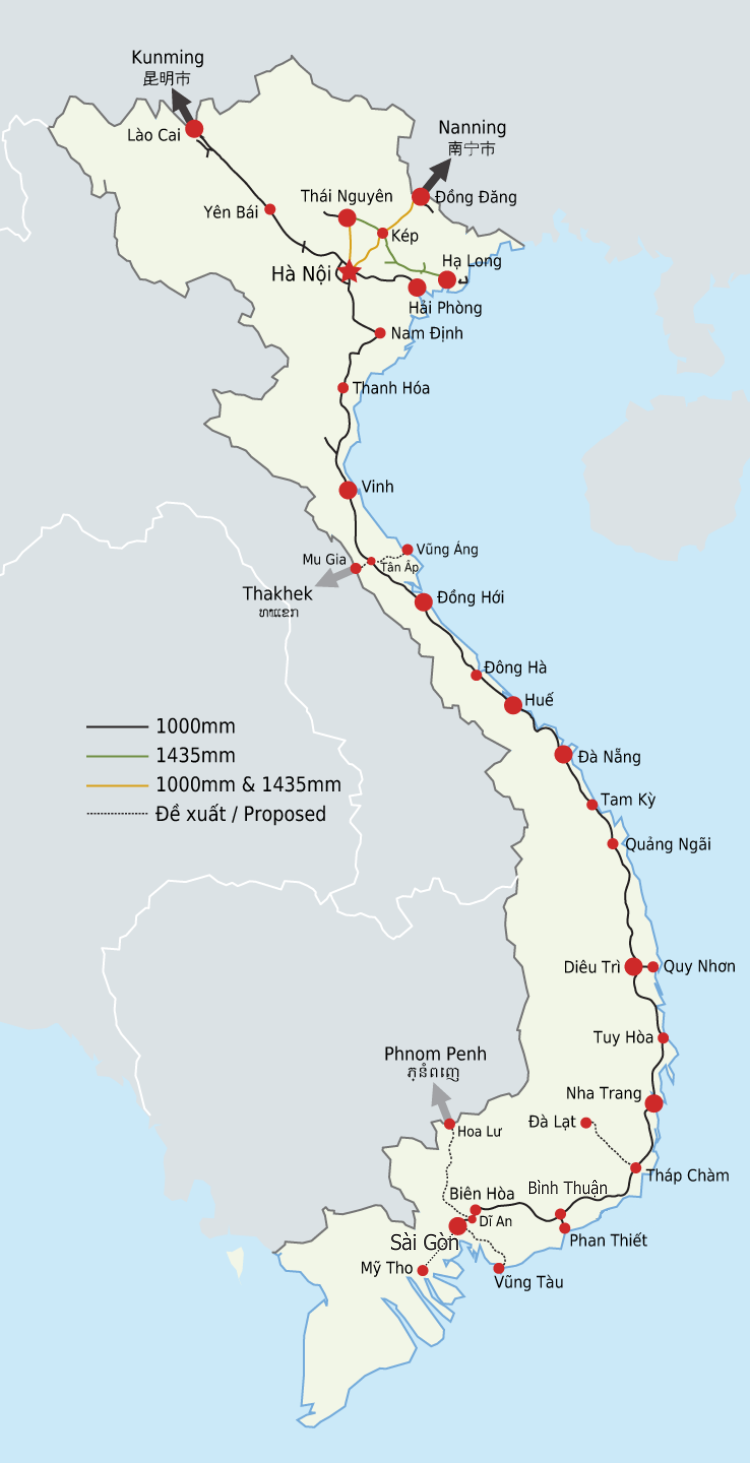

克太铁路，或写作𠄳太铁路，全称克夫－刘舍铁路（越南语：／?），是一条连接越南北江省𠄳市镇克夫站至太原省太原市刘舍站的准轨鐵路，鐵路總長57公里，是太原省钢铁工业基地通向沿海港口与中国的捷径线。但該鐵路線自1991年12月以來已不再營運，沒有列車運行，軌道系統及相關設施的維護不再受到重視，許多路段的軌道和枕木遭到損壞，甚至完全消失。:550。
克太铁路是一条建于越南战争期间的战略铁路。1965年，中国应北越政府的请求，派出人员帮助越南抢修抢建铁路。援越工程队新建了 镇至曲龙段的准轨铁路，并在曲荣与曲龙至刘舍的原有专用线相接，从而形成了克太铁路。克太铁路于1965年9月26日动工，至1966年12月25日提前建成通车。克太铁路为适应战时需要，线路走向选择了比较隐蔽的地带，并设置了有利于机车待避的四条隧道。克太铁路建成之后，形成连接河同铁路（北线）、河太铁路（中线）两线的大迂回线，一旦河同铁路𠄳市镇以南到河内的路段受阻，即可绕道通行从而取得战略上的主动权。